# Codice Faenza 117
Il Codice Faenza 117 (I-FZc117), conosciuto anche come Codex Bonadies, è un codice musicale membranaceo composito, copiato in periodi diversi nel corso del XV secolo, contenente una delle più antiche raccolte di musica per organo esistenti. Il codice è uno dei principali monumenti della musica strumentale tardogotica. È conservato, sotto la collocazione Ms. 117, presso la Biblioteca Comunale Manfrediana di Faenza.
Lo strato originario del manoscritto, di copista anonimo e databile al secondo decennio del XV secolo, contiene intavolature senza testo di composizioni musicali italiane e francesi del XIV e dell'inizio del XV secolo. Lo strato successivo è autografo del frate carmelitano Johannes Bonadies, musicologo e compositore, che tra il 1473 e il 1474 utilizzò i fogli vuoti, aggiungendo alcuni trattati di teoria musicale con esempi pratici e altre intavolature di composizioni della seconda metà del XV secolo.

## Il compilatore
Di origine fiamminga, Bonadies (al secolo Johannes Godendach) fu un frate carmelitano, teorico e compositore, vissuto in Italia nella seconda metà del Quattrocento.

Scarse sono le notizie biografiche raccolte dagli storici: tra l'ottobre e il novembre 1473 risiedette nel convento carmelitano di Mantova (e forse in quello di Padova), mentre nel settembre 1474 fu presente nel convento di Reggio Emilia. Fu maestro del celebre Franchino Gaffurio.
Musico-cantore, si occupava di concertare, dirigere e cantare nelle Sante Messe presso diverse chiese e conventi. Negli intervalli di tempo libero fu attento compilatore del codice legato al suo nome, in cui trascrisse «quanto di buono gli capitava fra mano dei compositori e dei teorici più reputati».
Attorno al 1473 entrò in possesso di alcuni fascicoli parzialmente utilizzati da un copista della fine del Trecento. Riempì le pagine vuote copiando di suo pugno alcuni trattati musicali di importanti compositori, sia contemporanei che del passato.
A partire dagli anni 1990 il Codice è stato analizzato utilizzando la tecnologia a raggi ultravioletti, consentendo agli studiosi di far luce sui punti controversi e di individuare contenuti sconosciuti.
Successivamente è stata effettuata una riproduzione digitale ad alta definizione.

## Storia
Il codice fu copiato presso il Monastero di San Paolo, a Ferrara, un convento dell'Ordine Carmelitano. Qui la morte colse l'autore, i cui beni lasciò ai monaci ferraresi. Dall'epoca di Bonadies fino agli anni 1860 il codice appartenne al convento carmelitano.
Nell'anno 1753 venne trascritto da Padre Giovanni Battista Martini. Nella seconda metà del XIX secolo si persero le tracce del manoscritto. Fu ritrovato nel 1939 dal musicologo Gino Roncaglia mentre redigeva un inventario della Biblioteca Manfrediana di Faenza. Non sono note le ragioni per cui il manoscritto sia giunto a Faenza.

## Descrizione
Il Codice di Faenza ha un formato di cm 24,4 × 17,5 e si compone di 98 carte di pergamena, di cui la prima e l'ultima aggiunte per fungere da copertine, ed è intitolato Regulae cantus. Il foglio 12 fu asportato ab antiquo e rimpiazzato con un altro foglio non pertinente, lasciato bianco; i fogli 1r/v, 27r, 32v, 33r/v, 58v, 59r, 61v, 98v sono vuoti.
Il manoscritto contiene le trascrizioni strumentali di note composizioni vocali del repertorio italiano e francese del XIV secolo. Il repertorio è composto in particolare da 52 intavolature a due voci, dette diminuzioni, e altri dieci brani vocali a tre o quattro voci: 4 Kyrie, 1 Gloria, 1 Sanctus e 5 Magnificat.
Gli autori dei brani vocali sono famosi compositori del XIV secolo, di cui vengono identificati sei nomi: 
- Jacopo da Bologna (5 pezzi);
- Guillaume de Machaut (3);
- Francesco Landini (2);
- John Hothby (11 pezzi, il compositore preferito di Bonadies);
- Johannes de Erfordia (6);
- Bernhard Ycart (5).

Un breve Kyrie-Christe-Kyrie a due voci è attribuibile con certezza a Bonadies. Alcune composizioni sono anonime.
Sebbene la maggior parte dei brani appartengano alla musica profana, figurano anche tematiche religiose e liturgiche, come un adattamento della Missa Cunctipontens genitor Deus.
I fogli 62 e 26r contengono un palinsesto di un'opera sconosciuta, scritta da Johannes Bonadies nel 1474 e poi cancellata. I fogli del manoscritto appaiono annotati a matita, in fondo alla pagina di destra (intervento di Dragan Plamenac, effettuato in occasione del riordino dei fascicoli nel 1959). La rilegatura risale al 1958.
Di alcuni brani, la parte vocale è andata perduta e tutto ciò che rimane è l'accompagnamento per tastiera contenuto nel Codice faentino. Alcune versioni strumentali sono simili alle versioni vocali; tuttavia in altri brani, sebbene la voce del tenore sia simile, il trattamento riservato alle altre voci (contratenor, duplum, triplum), dà l'impressione di una nuova composizione. La musica è composta su un sistema di sei righe tracciate in rosso. In linea generale, il codice può essere suddiviso in due parti, entrambe concluse da un Benedicamus Domino: nella prima (cc. 2r-58r) risultano predominanti i brani di origine francese, nella seconda (cc. 68r-97v) quelli di derivazione italiana.
Il manoscritto reca una doppia numerazione, a penna di antica grafia per pagine e a matita di grafia moderna per carte.
Contiene al suo interno anche dei trattati musicali.
Secondo la ricostruzione di Gino Roncaglia e dei contributi successivi, oggi si ritiene che Bonadies abbia scritto di suo pugno i trattati e le composizioni in notazione bianca, mentre il resto sarebbe da attribuire a un copista di professione.

## Elenco dei brani contenuti

### Nello strato A
Lo strato originario del codice (strato A) contiene intavolature di composizioni musicali senza testo e occupa le carte: 2r-5r, 36r-58r, 68r-83v, 88r-97v, per un totale di 104 pagine.
| nº | Foglio  | Titolo                                                         | Compositore              | Forma                                                | Note |
| --- | ------- | -------------------------------------------------------------- | ------------------------ | ---------------------------------------------------- | --- |
| 1 | 2r-3r   | Kyrie eleison [«Fons et origo»]                                |                          | intavolatura a due voci                              | |
| 2 | 3v-5r   | Et in terra pax [Gloria]                                       |                          | intavolatura a due voci                              | |
| 3 | 36r-36v | In Descort (A discort sont Désir et Espérance)                 |                          | Mottetto in latino, intavolatura a due voci          | |
| 4 | 37r-37v | Hont paur (Honte, paour, doubtance)                            |                          | intavolatura a due voci in francese                  | |
| 5 | 37v-38v | De tout flors (De toutes flours)                               |                          |                                                      | |
| 6 | 38v-39r | Aspire refus (Aspre refus contre doulce priere)                | John Hothby              | Mottetto in latino, intavolatura a due voci          | |
| 7 | 39r-40r | Elas mon cuer                                                  | John Hothby              | Canzone, intavolatura a due voci in francese         | |
| 8 | 40r-40v | De ce fol penser                                               |                          | canzone, intavolatura a due voci in francese         | Tratto da brano vocale di Pierre des Molins. |
| 9 | 40v-41v | J'ay grant espoir de ma vie                                    | Guillaume de Machaut     |                                                      | Il titolo originale è J'ay Grant Desespoir de ma vie. |
| 10 | 41v-42r | Constantia                                                     |                          | canzone, intavolatura a due voci                     | |
| 11 | 42r-43r | Le ior                                                         |                          | canzone, intavolatura a due voci in francese         | |
| 12 | 43r-43v | Christus rex pacificus = Jour à jour la vie                    | Guillaume de Machaut     |                                                      | (seconda versione: fogli 50r-50v) |
| 13 | 43v-44v | Viver ne puis                                                  |                          | intavolatura a due voci                              | |
| 14 | 44v-46v | Elas mon cuor                                                  | John Hothby              | canzone, intavolatura a due voci in francese         | (prima versione: fogli 39r-40r) |
| 15 | 46v-48r | Deduto sey a quel che may non fusti                            | Antonio Zacara da Teramo | profano, intavolatura a due voci in italiano         | Tratto da un'opera vocale di Johannes Ciconia. |
| 16 | 48v-49r | Or sus, vous dormés trop (Or sus, vous dormez trop, ma dame)   |                          | Mottetto in francese, intavolatura a due voci        | |
| 17 | 49v     | [senza titolo]                                                 |                          | intavolatura                                         | |
| 18 | 50r     | J'aime la biauté                                               |                          | intavolatura a due voci                              | |
| 19 | 50r-50v | Christus rex pacificus = Jour à jour la vie                    | Guillaume de Machaut     | Contrafactum Intavolatura a due voci in francese.    | (prima versione: fogli 43r-43v) |
| 20 | 50v-52r | Roseta che non cançi mai colore                                |                          | intavolatura a due voci in italiano                  | |
| 21 | 52v-54r | Tupes                                                          |                          |                                                      | |
| 22 | 54v     | Sangilio                                                       |                          | intavolatura a due voci                              | |
| 23 | 54v-56v | [senza titolo]                                                 |                          | intavolatura                                         | |
| 24 | 56v-57r | Biance flour                                                   |                          | canzone, intavolatura a due voci in italiano         | |
| 25 | 57r-58r | [senza titolo]                                                 |                          | intavolatura                                         | |
| 26 | 68r-69v | Soto l'imperio del posente prinçe                              | Jacopo da Bologna        | intavolatura a due voci in italiano                  | |
| 27 | 69v-70v | Qualle leçe move                                               | Bartolino da Padova      | intavolatura a due voci in italiano                  | |
| 28 | 71r-72r | La dolçe sere                                                  | Bartolino da Padova      | intavolatura a due voci in italiano                  | |
| 29 | 72r-73r | O ciecho mondo di lusinghe pieno                               | Jacopo da Bologna        | Mottetto in italiano, intavolatura a due voci        | |
| 30 | 73r-74v | Aquila altera (Aquila altera / Creatura gentil / Uccel di Dio) | Jacopo da Bologna        | Mottetto in italiano, intavolatura a due voci        | La traduzione delle tre diverse voci della versione madrigale a tre voci è: «Aquila altera/creatura gentile/uccello di Dio». Le variazioni di Faenza sono molto virtuosistiche (Ernest Stolz) |
| 31 | 74v-77r | Imperial sedendo (Imperial sedendo fra più stelle)             | Bartolino da Padova      | intavolatura a due voci in italiano                  | |
| 32 | 77r-78r | Io me son uno che per le frasche                               | Jacopo da Bologna        | intavolatura a due voci in italiano                  | [ 6 ] |
| 33 | 78r-79r | Non na el so amante (Non al suo amante più Diana piacque)      | Jacopo da Bologna        | intavolatura a due voci in italiano                  | Madrigale di Francesco Petrarca (Canzoniere, 52). |
| 34 | 79r-79v | Kyrie [«Cunctipotens Genitor Deus»]                            |                          | intavolatura a due voci                              | |
| 35 | 79v-80v | Che pena questa (Che pena è quest'al cor)                      | Francesco Landini        | profano, intavolatura a due voci                     | |
| 36 | 80v-81r | Bel fiore dança                                                |                          | profano, intavolatura a due voci                     | Bel fiore dança (organo) ⓘ |
| 37 | 81r-81v | Non arà may pietà questa mia dona                              | Francesco Landini        | intavolatura a due voci in italiano                  | Ernst Stolz. |
| 38 | 82r-82v | Un fior(e) gentil m'apparse                                    | Antonio Zacara da Teramo | Canzone a ballo, intavolatura a due voci in italiano | |
| 39-40 | 83r-83v | Rosetta che non canbi may colore                               | Antonio Zacara da Teramo | Canzone a ballo, intavolatura a tre voci (italiano)  | |
| 41 | 88r-90r | Kyrie eleison [«Cunctipotens genitor Deus»]                    |                          | intavolatura a due voci                              | |
| 42 | 90r-92v | Et in terra pax [Gloria]                                       |                          | intavolatura a due voci                              | |
| 43 | 93r-94r | [senza titolo]                                                 |                          | intavolatura a due voci                              | [Deus im adjutorium meum intende] |
| 44 | 94v     | Souentt mes pas                                                |                          | intavolatura a due voci                              | Pedro Memelsdorff propone che si tratti di un contrafactum di Gloria patri. |
| 45 | 95r     | [senza titolo]                                                 |                          | intavolatura a due voci                              | |
| 46 | 95r-95v | [senza titolo]                                                 |                          | intavolatura a due voci                              | |
| 47 | 96r-96v | [senza titolo]                                                 |                          | intavolatura a due voci                              | |
| 48 | 96v-97r | Ave maris stella                                               |                          | intavolatura a due voci                              | |
| 49 | 97r-97v | Benedicamus Domino                                             |                          | profano, intavolatura a due voci                     | |
| Fonte: Faenza, Biblioteca Comunale 117 (Faenza Codex), su lib.latrobe.edu.au. URL consultato il 1º marzo 2024. |         |                                                                |                          |                                                      | |

### Nello strato B
Lo strato successivo del codice (strato B), di mano di Johannes Bonadies, contiene anche dei trattati tre-quattrocenteschi di teoria musicale.
| nº                           | Foglio   | Titolo                                           | Autore                 | Note |
| ---------------------------- | -------- | ------------------------------------------------ | ---------------------- | --- |
| 1                            | 13r-15v  | De arte practica mensurabilis cantus             | Johannes de Muris      | |
| 2                            | 15v-17r  | De diversis figuris                              | Filippo da Caserta     | |
| 3                            | 17r-18v  | Ars contrapunctus                                | Johannes de Muris      | . |
| 4                            | 18v- 20r | Regule artis cantus plani                        | Johannes de Muris      | |
| 5                            | 21v      | [senza titolo]                                   | anonimo                | Incipit: «Nota quod 9 sunt species in arte contrapunctus».                                                                     |
| 6                            | 21v-23v  | De proportionibus                                | Johannes Ciconia       | |
| 7                            | 24r-25r  | [Compendium musicae mensurabilis artis antiquae] | anonimo                | |
| 8                            | 25v-26r  | Regule super proportiones et cantum figuratum    | John Hothby            | |
| 9                            | 26rv     | De cantu figurato                                | John Hothby            | |
| 10                           | 31v-32r  | [De proportionibus]                              | Jacobus de Regio       | |
| 11                           | 34r      | Regule supra contrapunctum                       | John Hothby            | |
| 12                           | 34v-35r  | Regule                                           | Nicasius Weyts         | |
| 13                           | 35v      | [senza titolo]                                   | Bartholomeus Hothbista | Incipit: «Manus in dyatonico genere divisa». L’autore non meglio identificato era un padre carmelitano allievo di John Hothby. |
| 14                           | 60v-61r  | [senza titolo]                                   | anonimo                | Incipit: «Quantum ad tonos, quantum ad dieses, quantum ad semitonia tam maiora quam minora»                                    |
| 15                           | 62r      | Regule de monocordo manuali                      | John Hothby            | |
| 16                           | 62v      | [De signis]                                      | John Hothby            | Incipit: «Hec sunt signa». Ridotto a poche notazioni.                                                                          |
| Fonte: Mischiati, pp. 12-21. |          |                                                  |                        | |

## Galleria d'immagini

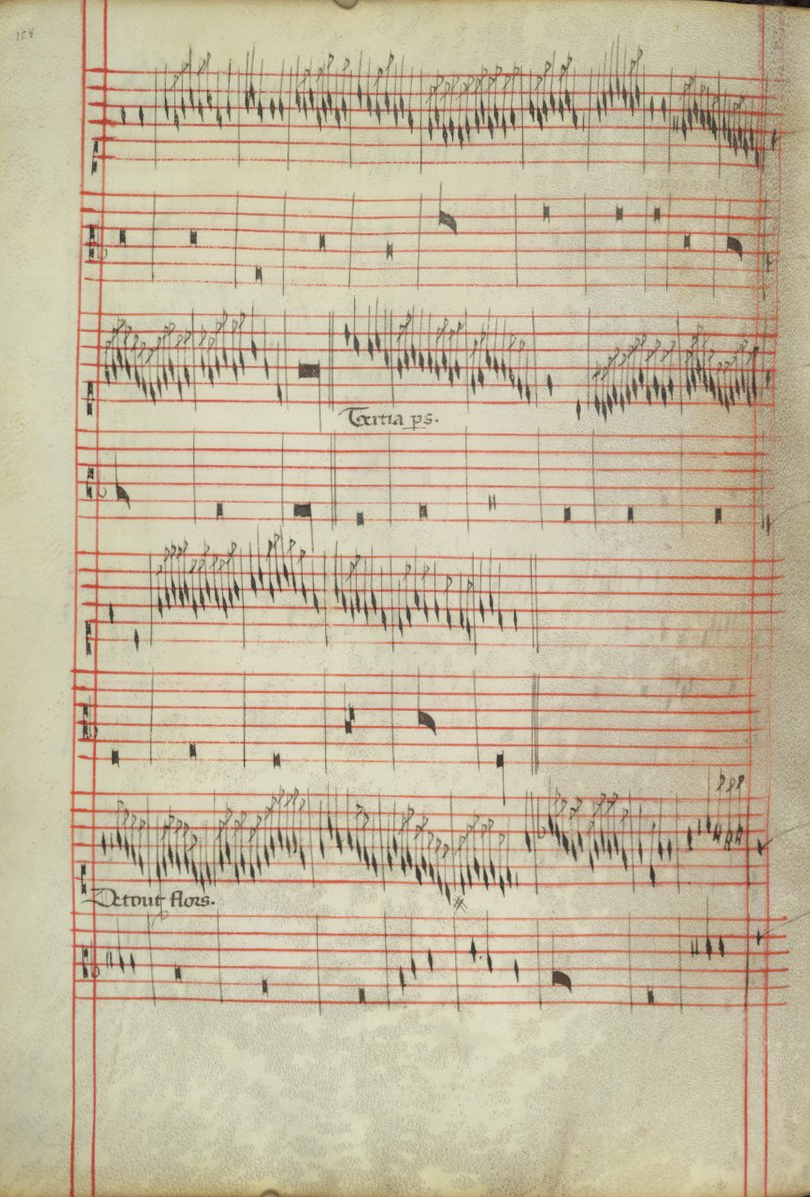
De tout flors, intavolatura (foglio 37v)
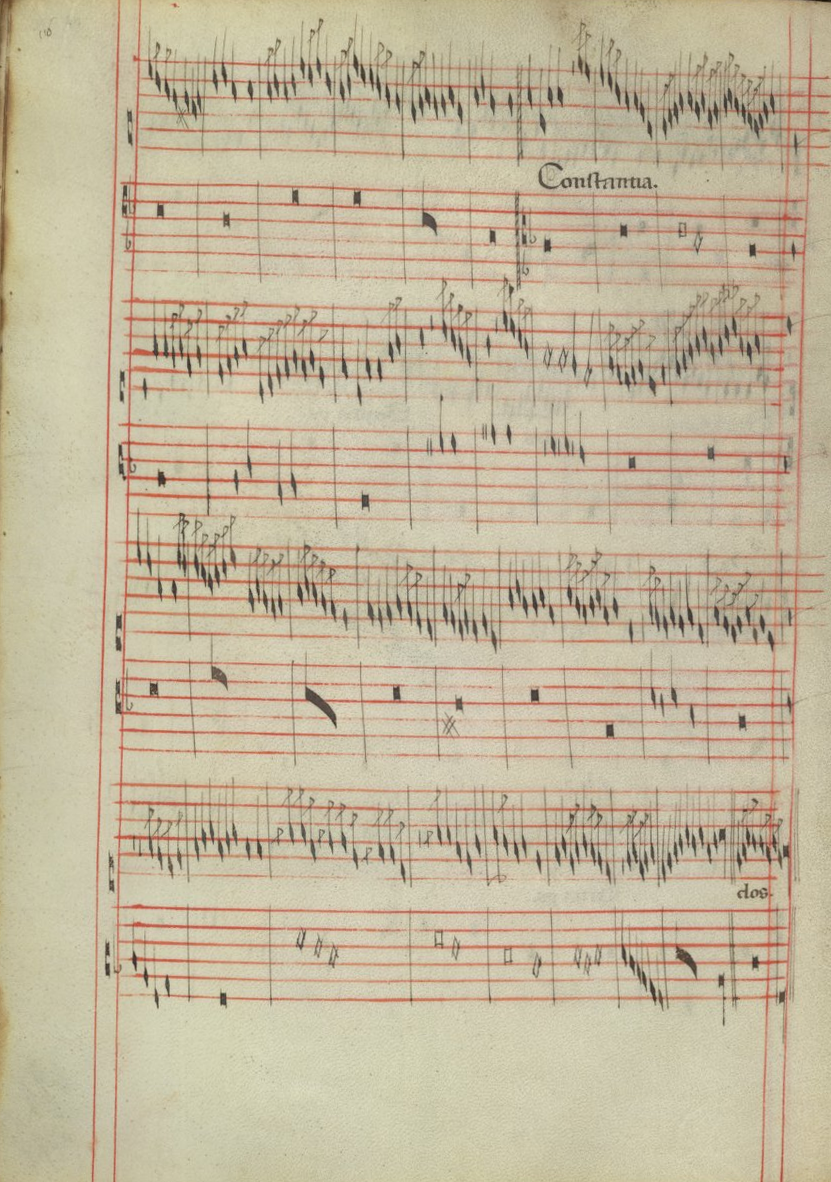
Constantia, intavolatura (foglio 41v)
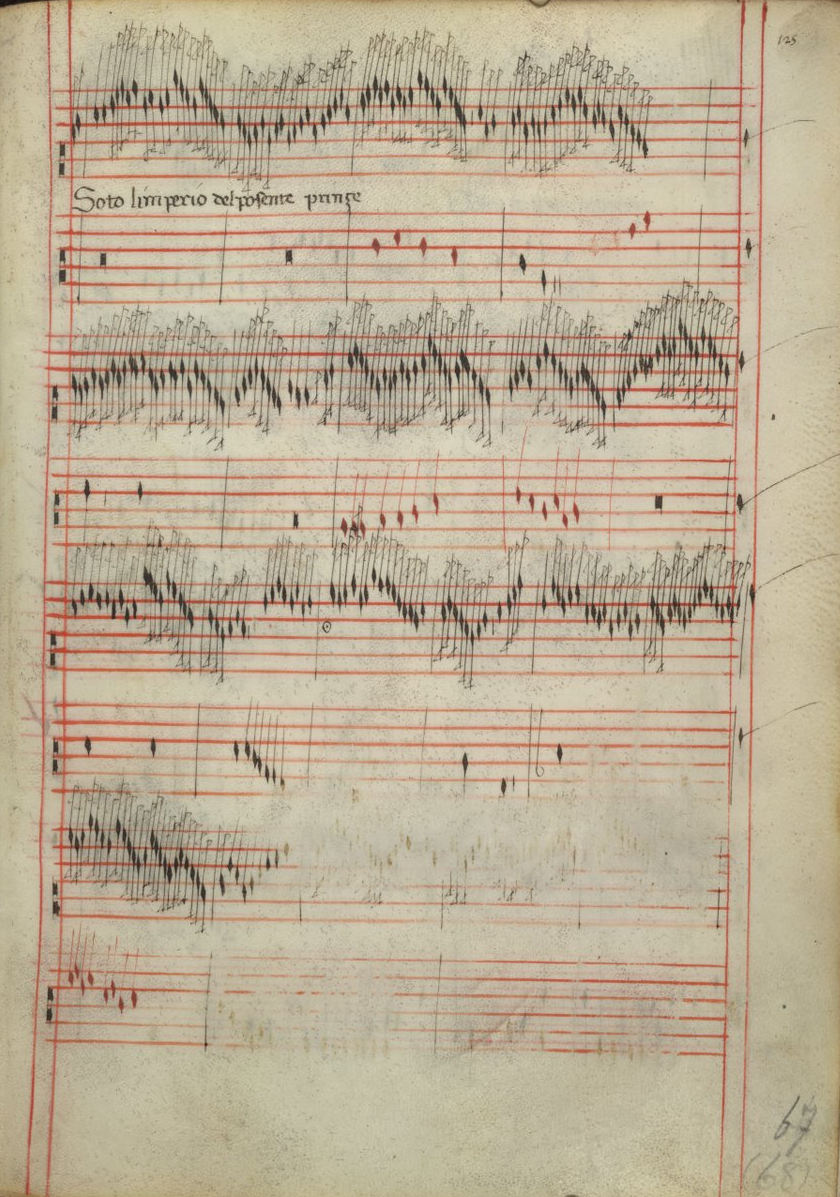
Soto l'imperio del posente prinçe, intavolatura (foglio 68)
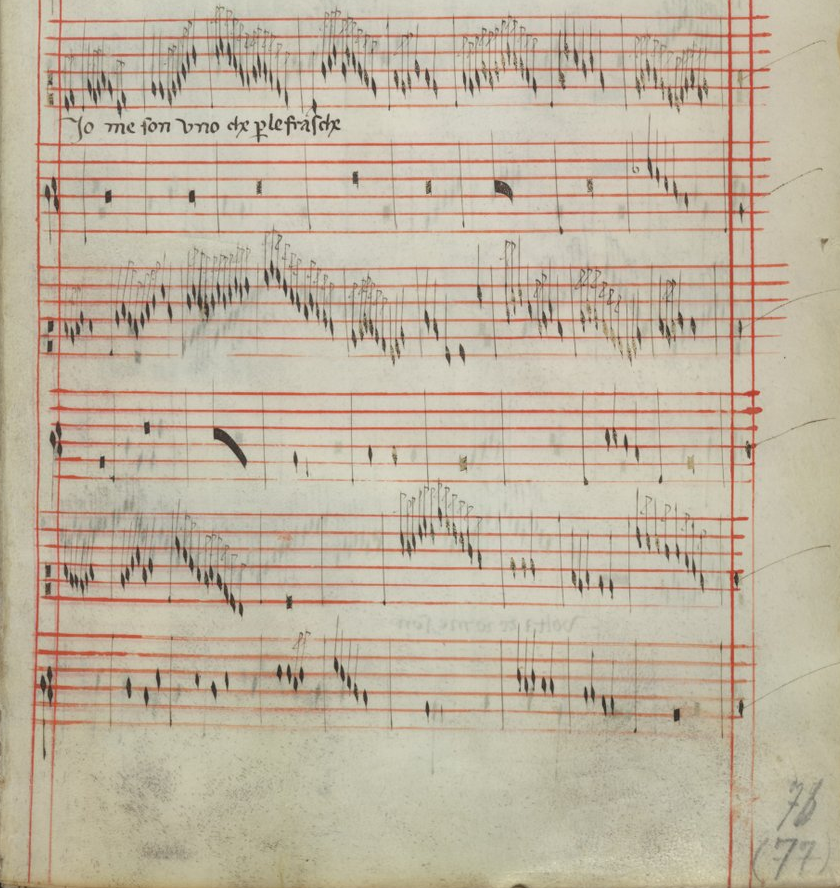
Io me son uno che per le frasche, intavolatura (foglio 77)
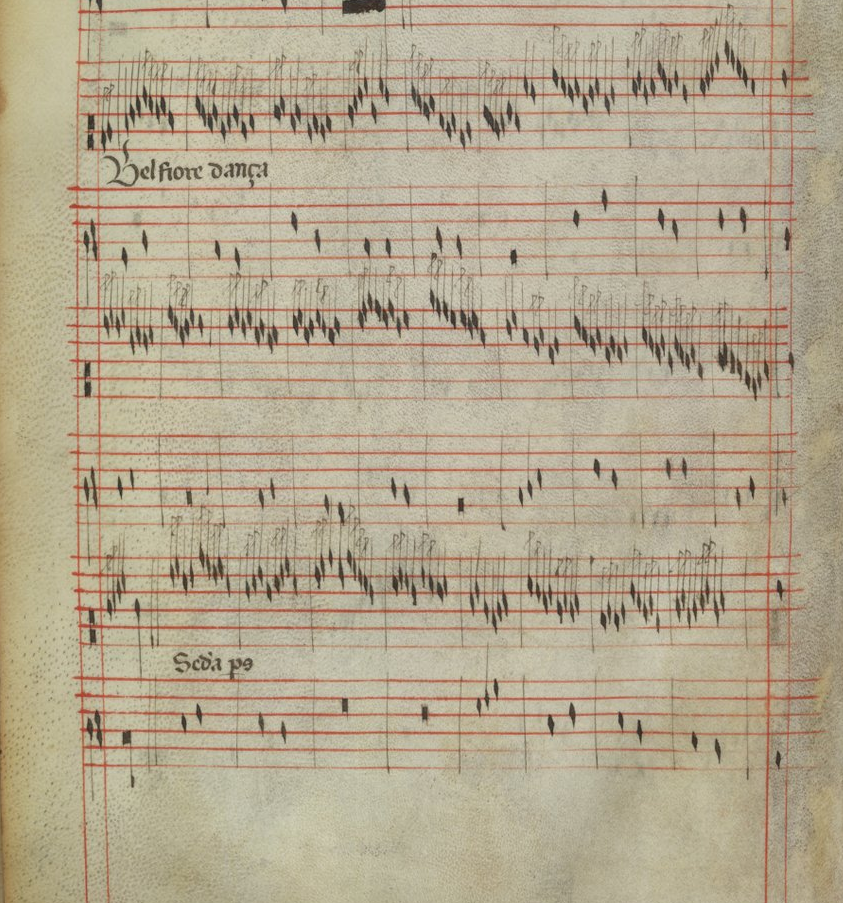
Bel fiore dança, intavolatura (foglio 80)

## Discografia
- 1957 - Anthologie de la Musique d'orgue des Primitifs à la Renaissance, Pierre Froidebise (Ducretet-Thomson, DUC 320-C-131/33; 3 LP)
- 1968 - Lebendige Musik des Mittelalters und der Renaissance, Ensemble Syntagma Musicum, dir. Kees Otten - Riedizione: Gateway to Classical Music. Early Music (EMI Classics, 65924)
- 1969 - Music from the 100 Years War, Musica Reservata, dir. John Beckett (Philips "Trésors classiques", 839 753 LY; LP)
- 1969 - Ecco la Primavera. Florentine music of the 14th century, Early Music Consort of London, dir. David Munrow (Decca "Serenata", 436 219-2DM)
- 1969 - Guillaume de Machaut, La Messe de Nostre Dame, 9 weltliche Werke-9, Friedreich Melzer, Ernst Haefliger, Jakob Stämpfli, Kurt Widmer, Mitglieder der Schola Cantorum Basiliensis, dir. August Wenzinger (Archiv Produktion, 25 33 054; LP)
- 1972 - Guillaume de Machaut Chansons II, Studio der frühen Musik, dir. Thomas Binkley (EMI "Reflexe", 555 7 63424 2)
- 1972 - Francesco Landini, Studio der frühen Musik, dir. Thomas Binkley (EMI "Reflexe", 1C 063-30 113; LP)
- 1972 - Music of the Late Middle Ages and Renaissance, The Festival Consort (San Diego), Lawrence Selman (Musical Heritage Society, MHS 1141; LP)
- 1973 - Musik des Trecento um Jacopo da Bologna, Ricercare-Ensemble für Alte Musik Zürich, dir Michel Piguet (EMI "Reflexe", 1C 063-30 111; LP)
- 1973 - The Art of Courtly Love. French secular music (1300-1475): Machaut, Binchois, Dufay, Early Music Consort of London, dir. David Munrow (Virgin "Veritas", 61284; 2 CD)
- 1975 - Guillaume de Machaut Le Remède de Fortune. Motets, Ballades, Virelays, Ensemble Guillaume de Machaut de Paris. Guy Robert, Jean Belliard
- 1980 - L'Art du luth au Moyen Âge, Ensemble Perceval, dir. Guy Robert (Arion, ARN 60264)
- 1985 - Jacopo da Bologna Italienische Madrigale des 14. Jahrhunderts, Ensemble Project Ars Nova (Ars Musici, AM 1274-2)
- 1986 - The Service of Venus and Mars. Music for the Knights of the Garter, 1340-1440, Gothic Voices, dir. Christopher Page (Hyperion "Gramophone Award Series", 21238)
- 1987 - A Song for Francesca. Music in Italy, 1330-1430, Gothic Voices, dir. Christopher Page (Hyperion, 21286)
- 1988 - Intabulation and Improvisation in the 14th Century, Ensemble Super librum (Sonclair, CD JB 128 836)
- 1988 - O cieco mundo, Huelgas Ensemble, dir. Paul Van Nevel (Deutsche Harmonia Mundi "Baroque Esprit", 05472 77 439 2)
- 1989 - L'Art des Jongleurs, Vol. 2. Estampies italiennes, virelais et ballades de Guillaume de Machaut, extraits du Codex Faenza, Ensemble Tre Fontane (Álba musica "Collection Patrimoine", AL 0389)
- 1990 - Bestiarium. Animals in the Music of the Middle Ages, La Reverdie (Cantus, 9601)
- 1990 - Codex Faenza. Italie, XVe siècle, Ensemble Organum, dir. Marcel Pérès (Harmonia Mundi "Musique d'abord", HMA 190 1354)
- 1990 - Il Solazzo. Music for a medieval banquet, The Newberry Consort (Harmonia Mundi, HMU 90 7038)
- 1990 - Ave maris stella. Marienverehrung im Mittelalter, Estampie "Münchner Ensemble für frühe Musik" (Christophorus, CHR 77 107)
- 1991 - Trecento. Musique Italienne du XIVe Siècle, Berry Hayward Consort, Groupe Vocal Claire Caillard-Hayward (BNL Production, BNL 112 803)
- 1991 - Lancaster and Valois. French and English music, 1350-1420, Gothic Voices, dir. Christopher Page (Hyperion, 66588)
- 1992 - The Study of Love. French Songs and Motets of the 14th Century. Gothic Voices. Christopher Page (Hyperion, 66619)
- 1993 - Guillaume de Machaut & le Codex Faenza. Musiques des XIVème et XVème siècles, Ensemble Tre Fontane (Álba musica "Collection Patrimoine", AL 0694)
- 1993 - Die Fräuelein von Franken. Musik und Geschichten aus der Zeit der Minnesänger, Capella Antiqua Bambergensis, dir. Wolfgang Spindler (C.A.B. Records, CAB-06)
- 1994 - Venice, Splendour of the World. Music for Popes and Doges from 15th-century Italy, Dufay Consort, dir. Gary Cooper (Dervorguilla, 105)
- 1994 - Le Jugement du Roi de Navarre. Machaut: Ballades, motets, virelais et textes dits, Ensemble Gilles Binchois, dir. Dominique Vellard (Cantus, 9626)
- 1994 - Guillaume Machaut & his time. 14th Century French Ars Nova, Ensemble Alba Musica Kyo (Channel Classics, 7094)
- 1995 - Dança Amorosa. Danze italiane del medioevo, Modo Antiquo, dir. Bettina Hoffmann e Federico Maria Sardelli (Opus 111, 30-142)
- 1995 - Codex Faenza. Instrumental Music of the Early XVth Century, Ensemble Unicorn, dir. Michael Posch (Naxos Records, 8.553618)
- 1995 - Machaut: Chansons, Ars Cameralis, dir. Lukas Matousek (Studio Matous, MK 0027)
- 1995 - Suso in Italia Bella. Musique dans les cours et cloitres de l'Italie du Nord, La Reverdie (Arcana, A 320)
- 1996 - Beauté parfaite. L'Automne du Moyen Age. Chansons des XIVe et XVe siècles, Alla Francesca (Opus 111, 30-173)
- 1996 - Musik der Engel. Italienische Musik des Trecento für Alte Capella und Perkussion, Les Haulz et les Bas (Christophorus, CHR 77 194)
- 1997 - A Florentine Annunciation. Mass for the Feast of the Annunciation, Les Six (Move, MD 3094)
- 1997 - Mi ris, mi plours. Musiques des XIIIème et XIVème siècles, Ensemble Faenza, dir. Marco Horvat (Tabula Rasa, TR01)
- 1997 - L'Art de la Harpe - The art of the harp, vol. 1. Moyen Âge · Renaissance · Airs Traditionnels, Elena Polonska (Arion, ARN 60370)
- 1997 - Douce Dame jolie, Ensemble Claude-Gervaise, dir. Gilles Plante (Oratorio, ORCD 4107)
- 1997 - En doulz chastel de Pavie. Chansons à la cour des Visconti, 1400, Ferrara Ensemble, dir. Crawford Young. (Harmonia Mundi "Documenta", 905241)
- 1997 - Insula Feminarum. Résonances médiévales de la Féminité Celte, La Reverdie (Arcana, A 311)
- 1997 - Armes, Amours. Chansons des 14e et 15e siècles, Alla Francesca e Alta (Opus 111, 30-221)
- 1998 - Les Maîtres de l'Organetto Florentin au XIVe siècle, Christophe Deslignes, Thierry Gomar (Ricercar, 214)
- 1998 - Ars Subtilior, New London Consort, dir. Philip Pickett (Linn Records, 039)
- 1999 - Landini: Ballate, Ensemble Camerata Nova e Ensemble Chominciamento di Gioia, dir. Luigi Taglioni (Tactus, TC 321 201)
- 1999 - Hoquetus. Medieval European Vocal Music, Theatre of Voices, dir. Paul Hillier (Harmonia Mundi, HMU 907185)
- 1999 - D'amours loial servant. Chansons d'amour françaises et italiennes des XIVe et XVe siècles, Gérard Lesne e Alla Francesca (Virgin "Veritas", 7243 5 45 357 2 7)
- 1999 - Machaut: La Messe de Nostre Dame, Clemencic Consort e Ensemble Nova, Polifonica Lucchese e Capella Santa Cecilia, dir. René Clemencic (Arte Nova, 271982)
- 1999 - Bel fiore dança. Música Instrumental del Trecento (h. 1390), Cinco Siglos e Miguel Hidalgo (Fonoruz, 611)
- 2000 - Ciconia, Dufay, Wolkenstein, Ensemble Alta Musica (Carpe Diem, 16260)
- 2000 - Christo e nato / The Melodious Harp. Lauding the Nativity in Medieval Florence, Trefoil
- 2001 - Moyen Age. Musique instrumentale du moyen âge, La Camerata de Paris (Gallo, CD-1071)
- 2001 - Catherine Lambert. Catherine Lambert, ecc. (Tribu, 21577)
- 2001 - Friedrich II - Stupor Mundi. Musik und Poesie am hofe des stauferkaisers, Oni Wytars, dir. Carsten Wolfewicz. (Verlag der Spielleute, CD 0101)
- 2001 - Dufay: Voyage en Italie, La Reverdie (Arcana, 317)
- 2002 - Wolkenstein. De Monte, Landini, de Molins, Fontaine, Fabri, Grenon, u.a., Ensemble Alta Musica, dir. Rainer Böhm (Carpe Diem, 16265)
- 2002 - Sur la terre comme au ciel. Un jardin au Moyen-Âge, Discantus, Alla Francesca. Brigitte Lesne, Pierre Hamon (Jade, 198 796-2)
- 2003 - Christo è nato. Lauding the Nativity in Medieval Italy, Trefoil (MSR Classics, 1094)
- 2003 - ... una danza a sonare. Artes Instrumentales del Trecento, Cinco Siglos (Fonoruz, CDF 1337)
- 2004 - Gentil mia Donna. Petrarca e la musica. Laurens, Fuoco e Cenere, Jay Bernfeld (Arion, ARN 68 648)
- 2004 - Gothic Pipes. The Earliest Organ Music, Kimberly Marshall, Capella Romana (Loft Recordings, LRCD 1047)
- 2004 - Danze Strumentali Medievali Italiane, vol. 1, Anima Mundi Consort, dir. Luca Brunelli Felicetti (Tactus, 300002)
- 2005 - Puzzles and Perfect Beauty, Newberry Consort, dir. Mary Springfels (Noyse Productions)
- 2005 - Rayuela. Instrumental music with recorders between 1300 and 1650, Ensemble Rayuela (Olive Music, OM 006)
- 2005 - Jacopo da Bologna: Madrigali e Cacce, La Reverdie (Arcana, A327)
- 2005 - Musik für Orgel und Zink auf der ältesten spielbaren Orgel der Welt, Brett Leighton (Motette Records)
- 2006 - O tu cara sciença mia musica. Works from the Squarcialupi Codex, Tetraktys (Olive Music, 007)
- 2006 - Christopher Dearnley plays the organs of St. Paul's Cathedral, Christopher Dearnley (Priory)
- 2007 - Faventina. The liturgical music of Codex Faenza 117 (1380-1420), Mala Punica, dir. Pedro Memelsdorff (Ambroisie, AM 105)
- 2019 - Ave Maris Stella (arr. voice, brass and organ), in Carlo Forlivesi: Compositions (Tactus TC.970601) Archiviato il 1º novembre 2020 in Internet Archive.

## Edizioni
- The Codex Faenza 117. Instrumental polyphony in late Medieval Italy, Libreria musicale italiana (2013); ristampa anastatica con un volume di introduzione critica.